# Tripogandra serrulata
Tripogandra serrulata är en himmelsblomsväxtart som först beskrevs av Vahl, och fick sitt nu gällande namn av Handlos. Tripogandra serrulata ingår i släktet Tripogandra och familjen himmelsblomsväxter. Inga underarter finns listade.